# Гах
Гах (на азербайджански: Qax) е град в Северен Азърбайджан, над река Курмухчай. Административен център на район Гах. Населението на града през 2013 година е около 13 800 души.
Голямо малцинство са грузинци. В града има грузинската православна църква Свети Георги.

## Известни личности
Родени в Гах
- Мосе Джанашвили (1855-1934), историк

## Побратимени градове
- Бормио, Италия[1]